# Beziehungen zwischen der Europäischen Union und Russland
Die Beziehungen zwischen Russland und der Europäischen Union waren seit dem Ende des Kalten Krieges von politischer Annäherung geprägt, mittlerweile jedoch von einem Wirtschaftskonflikt sowie Kritik an Russland aufgrund dessen Destabilisierungsabsichten, Hackerangriffen, Mordanschlägen und sogar militärischen Auseinandersetzungen.

## Europäische Integration von und mit Russland
Die 1990 in der Charta von Paris festgelegten Grundsätze stellten die Beziehungen zu Russland auf die Bedingung ab, dass Russland sich zur einzig legitimen Regierungsform der Demokratie bekenne und die Staaten ihren Völkern die Gewährleistung der Menschenrechte und Grundfreiheiten garantiere.
Sten Rynning kritisierte in International Affairs, die Charta von Paris sei ein Papiertiger gewesen, denn anstatt die Fakten festzuschreiben, seien wichtige Gegensätze ignoriert worden; die Charta sei stattdessen schlicht unter der Annahme beschlossen worden, dass sich die Sowjetunion tatsächlich reformieren würde, wobei zusätzlich das Potential der Aggression der Sowjetunion/Russlands in der Charta größtenteils ausgeblendet worden sei.
Lothar Brock schrieb, der Vertrag sei schlicht „in Vergessenheit“ geraten, oder die Beteiligten hätten, anstelle eines Zusammenspiels, jene Argumente aus der Charta gepickt, die sie meinten, für ihre Position nutzen zu können.
Weitere vertraglichen Beziehungen zwischen Russland und der Europäischen Union sind im Partnerschafts- und Kooperationsabkommen (PKA) geregelt, das im Dezember 1997 in Kraft trat. Das PKA lief Ende 2007 aus und verlängert sich seither automatisch um jeweils 12 Monate, solange es nicht von einer der beiden Vertragsparteien gekündigt wird.
An der Europäischen Nachbarschaftspolitik (ENP) nahm Russland nie teil, da es befürchtete, in dieser nur ein „Juniorpartner“ zu sein.
Im Mai 2003 vereinbarten Russland und die Europäische Union (EU) auf einem Gipfeltreffen in Sankt Petersburg, ihre Zusammenarbeit gesondert im Rahmen „vier gemeinsamer Räume“ zu vertiefen. Die sogenannten „Common Spaces“ umfassen die Bereiche (1) Wirtschaft, (2) Freiheit, Sicherheit und Justiz, (3) äußere Sicherheit, (4) Wissenschaft und Bildung sowie kulturelle Aspekte. Im Juli 2008 fand dazu eine erste Verhandlungsrunde statt. Nach dem Einmarsch Russlands in Georgien im August 2008 wurden die Verhandlungen jedoch ausgesetzt.
Regelmäßige Konsultationen zwischen Europa und Russland fanden etwa im Petersburger Dialog oder NATO-Russland-Rat sowie im Rahmen des Europarats und der OSZE statt.
2015 gründete Russland die Eurasische Wirtschaftsunion („Eurasische Union“), zu welcher auch die Staaten Kasachstan, Belarus und Armenien gehören. Die Gründung erfolgte als Reaktion Russlands auf Partnerschaftsabkommen der EU und befeuerte Konkurrenz, nicht Zusammenarbeit.

## Angestrebte, nicht umgesetzte Visafreiheit
In den Jahren 2010 und 2011 entwickelten Russland und die EU einen gemeinsamen Plan für die Einführung der Visafreiheit. Im März 2014 wurde die Diskussion wegen der völkerrechtswidrigen Annexion der Krim durch Russland eingefroren. 2016 veröffentlichte die Deutsche Gesellschaft für Auswärtige Politik (DGAP) unter dem Titel „The Eastern Question: Recommendations for Western Policy“ einen Bericht über die westlichen Beziehungen zu Russland im Zuge der Spannungen. Die DGAP empfiehlt visafreies Reisen, „um die Kontakte zwischen den Menschen zu erleichtern und ein starkes Signal zu senden, dass es keinen Konflikt mit der russischen Gesellschaft“ gäbe. Im August 2017 schlug Marieluise Beck eine Visafreiheit für Russen vor, um sie in westliche Werte einzuführen und den demokratischen Wandel in Russland zu fördern. Im Oktober 2018 schlug Dirk Wiese die Abschaffung des Visums für junge Russen vor, um den Schüleraustausch zu erleichtern. Ende August 2022 einigten sich die Außenminister der Europäischen Union darauf, ein Visaerleichterungsabkommen mit Russland auszusetzen, wodurch es für russische Touristen schwieriger und teurer wird, einzureisen.

## Ereignisse, die die Europäische Integration von Russland behinderten

### Hackerangriffe, Propaganda, Auftragsmorde, Unterdrückung der Opposition, Sabotage und Spionage
Infolge der mutmaßlich durch den russischen Geheimdienst GRU erfolgten Ermordung des russischen Exilanten Alexander Litwinenko im Jahr 2006 in London erließ die EU Sanktionen in Form von Einreisesperren gegen einzelne russische Staatsbürger. Der Abschlussbericht der britischen Justiz zu seinem Tod kam 2016 zu dem Ergebnis, dass der russische Geheimdienst den Mord in Auftrag gegeben habe und die Operation „wahrscheinlich“ von Präsident Putin gebilligt wurde. Im Jahr 2021 bezeichnete der Europäische Gerichtshof für Menschenrechte die Beteiligung Russlands als die „einzig plausible Erklärung“ für den Mord.
Während der Präsidentschaft Dmitri Medwedews 2008–2012 hoffte Europa auf die von ihm angestoßene Modernisierung Russlands und die Verbesserung der Rechtsstaatlichkeit, Innovation und Offenheit gegenüber dem Westen. In Russland war schon 2010 die Kampagne Putin muss gehen am Laufen. Mit der mutmaßlich gefälschten Parlamentswahl, der wohl ebenso gefälschten Präsidentschaftswahl 2012 und der gewaltsamen Unterdrückung der Proteste war Europa nicht länger der Mentor Russlands, sondern ein Feindbild für Putin, der in Europa einen kulturellen Niedergang erkennen wollte.
Nach der russischen Annexion der Krim 2014 und aufgrund des Russisch-Ukrainischen Krieges sowie verschärft nach dem Abschuss des Zivilfluges Malaysia-Airlines-Flug 17 durch eine russische Rakete verhängte die EU sanfte Sanktionen. Auf die Sanktionen der EU antwortete die russische Regierung mit Gegensanktionen in Form einer Visasperre für in Russland „unerwünschte Personen“. Ebenfalls erhöhte sich die gegen den Westen gerichtete Propaganda in den russischen Staatsmedien. Aufgrund dieser Propaganda kam es zu einer erhöhten Ablehnung der EU in der russischen Bevölkerung, welche zu Anfang des Jahres 2015 einen Wert von 70 Prozent erreichte. Gegen die Wirkung der Propaganda in Europa gründete der Europäische Auswärtige Dienst im Jahr 2015 die East StratCom Task Force, um vorrangig Fälle von in Russland propagierten Unwahrheiten über die EU und ihre Mitgliedstaaten zu untersuchen und darauf, etwa mit Faktenchecks, zu reagieren. Nach Angaben der EU-Kommissarin für Werte und Transparenz, Věra Jourová, investierte Russland „Milliarden in seine Propaganda“ in der EU.
2015 erfolgten Hackerangriffe auf den Deutschen Bundestag, für die die deutsche Regierung die russische Administration verantwortlich machte. Die EU erließ weitere Sanktionen.
Nach der Vergiftung des russischen Exilanten Sergei Wiktorowitsch Skripal im März 2018 in Salisbury wiesen viele Länder der EU russische Diplomaten aus. Im selben Jahr kam es außerdem zum Mord am russischen Exilanten Nikolai Alexejewitsch Gluschkow. Wegen des im August 2019 in Berlin verübten Mordes am georgischen Staatsbürger Selimchan Changoschwili, der in Russland gesucht war, erhob der deutsche Generalbundesanwalt Anklage gegen einen russischen Staatsbürger und bezeichnete die Tat als Auftragsmord der russischen Regierung.
Nach versuchten Hackerangriffen auf die Welt-Anti-Doping-Agentur und die Organisation für das Verbot chemischer Waffen (OPCE) durch die Einheit 26165 des russischen Geheimdienstes GRU, verhängte die EU im Juli 2020 Einreiseverbote und Kontensperrungen gegen Mitglieder der Einheit sowie gegen das GRU-Hauptzentrum für Spezialtechnologien.
Nachdem der russische Oppositionelle Alexei Nawalny im August 2020 in Russland vergiftet worden war (er überlebte knapp), erließ die EU Einreiseverbote und Kontensperrungen gegen mehrere russische Funktionsträger. Russland antwortete spiegelbildlich mit gleichen Sanktionen. Nach Protesten in Russland im Februar 2021 wies Russland zudem deutsche, polnische und schwedische Diplomaten aus. Daraufhin wiesen im selben Monat die drei betroffenen Länder ihrerseits russische Diplomaten aus. Aufgrund der Inhaftierung Nawalnys im Jahr 2021 verhängte die EU Anfang März 2021 Einreisesperren und Kontensperrungen gegen weitere russische Funktionsträger.
Im Jahr 2020 und 2021 wiesen die Niederlande und Italien russische Diplomaten nach Spionagevorwürfen aus. Im April 2021 wurden russische Mitarbeiter der russische Botschaft in Warschau sowie russische Botschafter aus Tschechien und Bulgarien des Landes verwiesen, worauf Russland Botschaftsmitarbeiter aus den entsprechenden Ländern verwies. Auch die baltischen Staaten wiesen im selben Monat russische Diplomaten aus. Als im selben Jahr die EU nach der Umleitung von Ryanair-Flug 4978 durch belarussische Behörden entschied, den Luftraum von Belarus zu meiden, stellte die russische Regierung zwischenzeitlich keine Genehmigungen für alternative Anflugsrouten an europäische Airlines aus.
Im September 2021 veröffentlichte der Rat der Europäischen Union eine Erklärung, in der er Russland für Cyberangriffe auf politische und zivilgesellschaftliche Funktionäre in der EU verantwortlich macht und Russland dazu aufruft, jene Aktivitäten, die er der Gruppe „Ghostwriter“ zuschreibt, zu beenden.
Am 24. Februar 2022 begannen russische Truppen auf Befehl des russischen Präsidenten Putin den Überfall auf die Ukraine. Am 23. November 2022 verabschiedete das EU-Parlament eine Resolution, mit der Russland in der EU als staatlicher Unterstützter von Terrorismus eingeordnet wird. Die Resolution war rechtlich nicht bindend und hatte somit keine unmittelbaren Folgen. Für die Resolution stimmten 494 EU-Abgeordnete. 58 Abgeordnete stimmten dagegen und 44 enthielten sich.
Schon vor dem russischen Überfall auf die Ukraine 2022 warnte Angela Merkel im Jahr 2021 davor, dass Russland Gas als „geopolitische Waffe“ einsetzen könnte. 2021 hatte Gazprom seine Gasspeicher in Europa weitestgehend geleert. Die steigenden Preise hatte Wladimir Putin derweil mit „Stromknappheit in Europa“ erklärt. Die ersten kompletten Lieferstopps betrafen Ende April 2022 Polen wie auch das traditionell russlandfreundliche Bulgarien. Ab diesem Zeitpunkt begann Russland Verträge zu brechen und die EU sprach von Erpressung. Im Mai 2022 folgten Blockaden für Finnland und rund eine Woche später für die Niederlande und Dänemark. Anfang September 2022 wurde die Gaslieferung via Nord Stream eingestellt. Recherchen mehrerer Medien ergaben, dass russische Schiffe nach Beginn des russischen Überfalls auf die Ukraine Unterwasserinfrastruktur von Deutschland und anderen europäischen Ländern in Nord- und Ostsee systematisch auskundschafteten.
Ende März 2023 stufte die russische Regierung im Rahmen einer Neuausrichtung der Außen- und Verteidigungspolitik Deutschland und andere Staaten, die Sanktionen gegen die russische Föderation verhängt hatten, als „existenzielle Bedrohung“ ein.
Im Jahr 2024 warf der tschechische Verkehrsminister Martin Kupka Russland vor, zahlreiche Male versucht zu haben, Eisenbahnnetze in der EU zu sabotieren. Laut US-Behörden, unter Berufung auf Erkenntnisse westliche Geheimdienste, hat die GRU (bzw. dessen Einheit 29155) Stand 2024 in mindestens 26 Ländern aus NATO oder EU 14.000 mal nach vulnerablen Zielen für Hackerangriffe gesucht. Im Herbst 2024 warnte der Chef des britischen Geheimdienst MI5, dass der GRU zunehmend Russen in Europa für Sabotageakte auf europäische Verkehrswege zu gewinnen versuche. Bis zum Jahr 2025 hatte Russland im Rahmen seiner hybriden Kriegsführung dutzende Sabotageangriffe (wie Brandanschläge und Cyberangriffe auf kritische Infrastruktur) in Europa verübt bzw. verüben lassen.